# بالالان (یوسف‌علی)
بالالان (به ترکی استانبولی: Balalan) یک منطقهٔ مسکونی در ترکیه است که در یوسف‌علی واقع شده‌است. بالالان ۹۴ نفر جمعیت دارد.